# تيم فلوك
تيم فلوك (بالإنجليزية: Tim Flock) هو سائق سيارة سباق أمريكي، ولد في 11 مايو 1924 في فورت باين في الولايات المتحدة، وتوفي في 31 مارس 1998 في أتلانتا في الولايات المتحدة بسبب سرطان الرئة وسرطان الكبد.

## وصلات خارجية
- تيم فلوك على موقع Racing-Reference.info (الإنجليزية)
- تيم فلوك على موقع DriverDB.com (الإنجليزية)
- تيم فلوك على موقع قاعة ألاباما للمشاهير الرياضية (مؤرشف) (الإنجليزية)